# Land- und Stadtgericht Peiskretscham

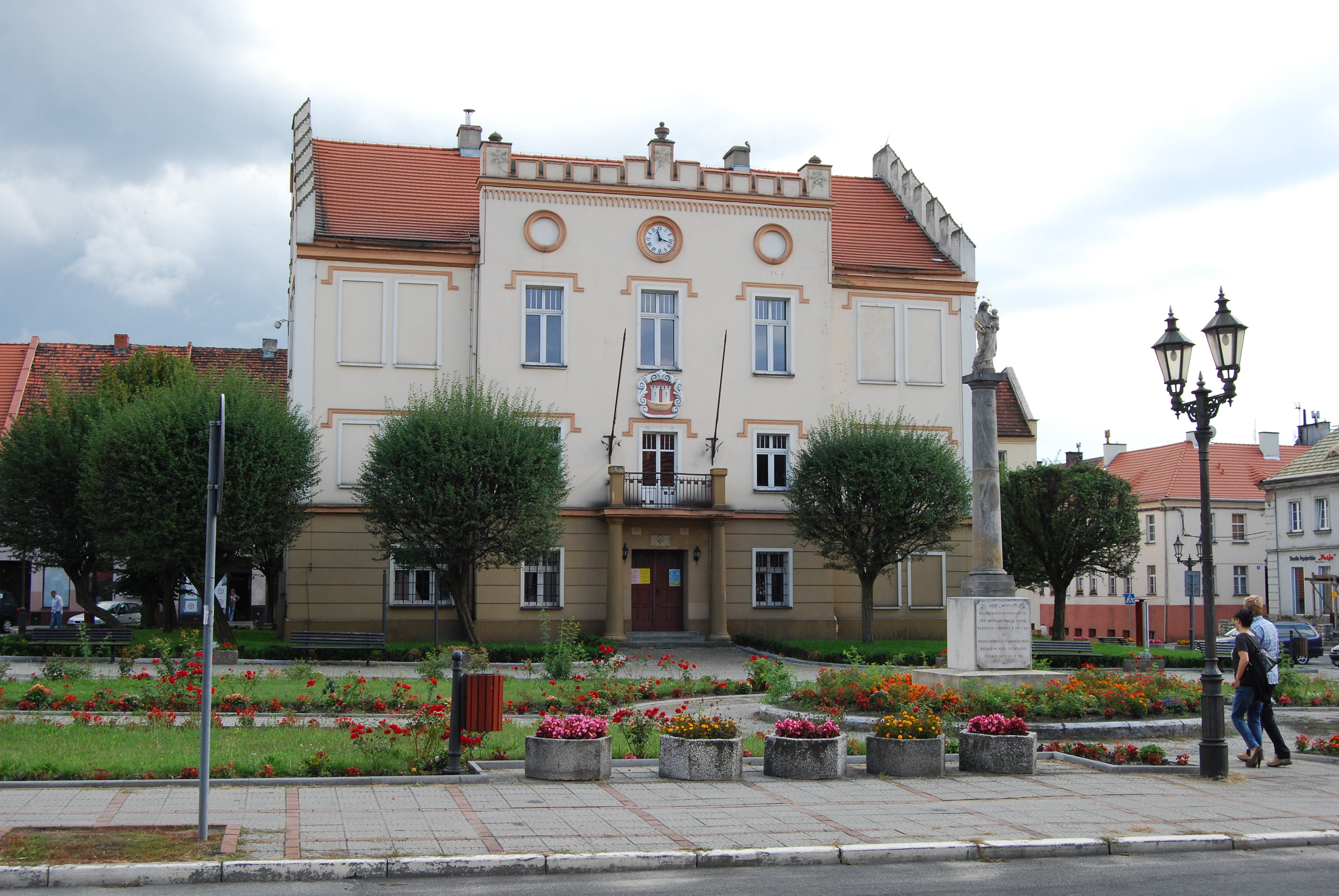
Rathaus von Peiskretscham, Sitz des Gerichtes

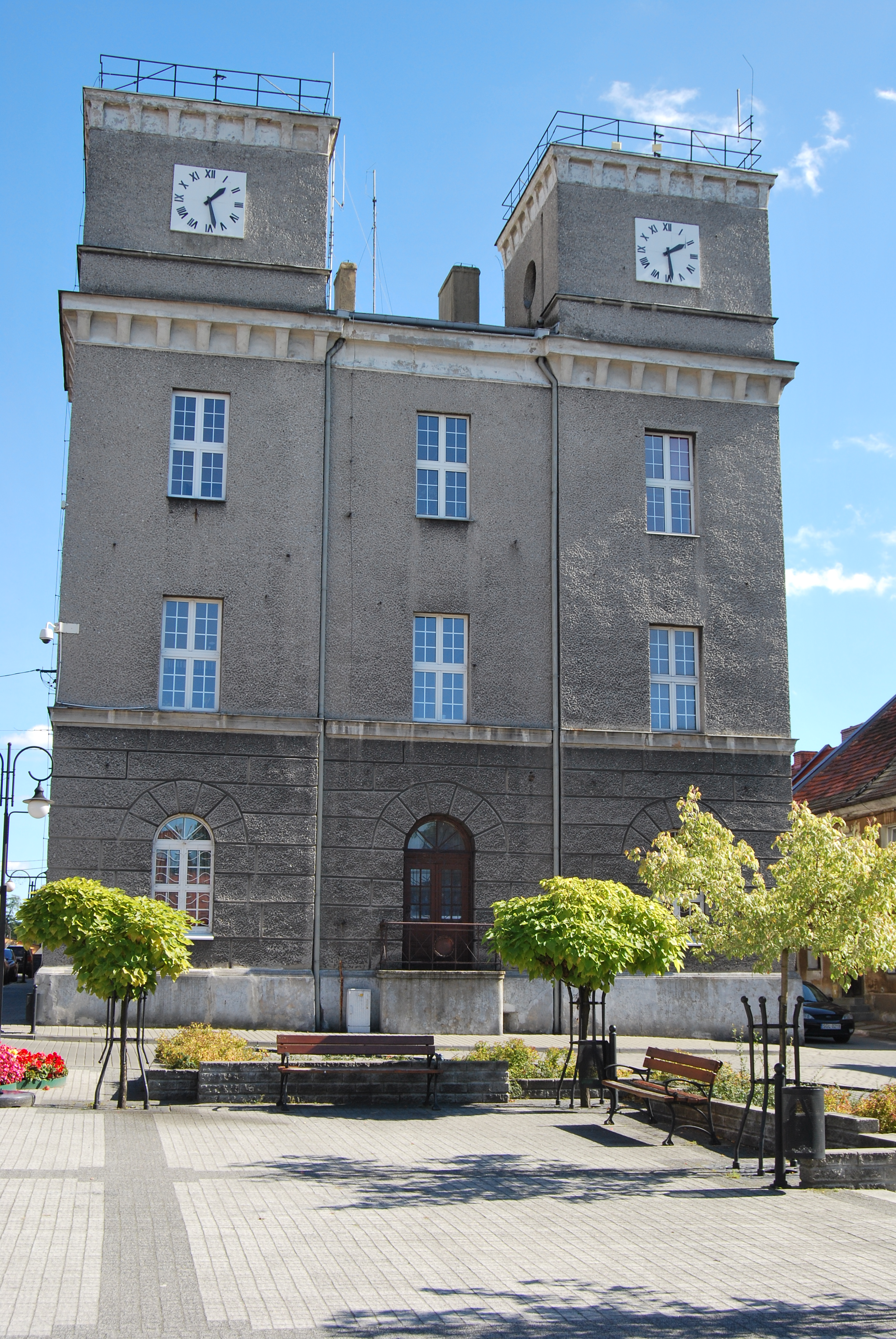
Rathaus von Tost, hier wurden Gerichtstage abgehalten

Das Land- und Stadtgericht Peiskretscham war ein preußisches Land- und Stadtgericht mit Sitz in Peiskretscham.

## Geschichte
Mit der preußischen Städteordnung von 1808 verloren die Magistrate ihre Funktion als Eingangsgerichte und es wurden staatliche Stadtgerichte eingerichtet. Nach dem Ende der Befreiungskriege wurden die staatlichen Gerichte (Stadtgerichte und Justizämter) zu Land- und Stadtgerichten zusammengefasst. In Peiskretscham entstand so das Land- und Stadtgericht Peiskretscham. Zuständiges Oberlandesgericht war das Oberlandesgericht Ratibor.
Sein Sprengel umfasste die Städte Peiskretscham mit 3181 Einwohnern (1837) und Tost mit 1406 Einwohnern sowie 7 Ortschaften mit 1222 Einwohnern, also zusammen 5809 Gerichtseingesessene. Die Ortschaften waren Boguschütz, Lonczek, Pfarrlich Zaolschen und die vom Land- und Stadtgericht verwalteten Patrimonialgerichte Patrimonialgericht Groß Wilkowitz (mit den Orten Kolonie Georgendorf, Kempcziowitz und Kolonie Larischhof) und Patrimonialgericht Jasten.
Am Gericht waren ein Land- und Stadtrichter, ein Subalterner und ein Unterbeamter beschäftigt. Es handelte sich um ein Gericht 2. Klasse, d. h. da das Gericht weniger als drei Richter hatte, konnten diese nicht als Spruchkörper gemeinsam Beschlüsse fassen.
Das Gericht hatte seinen Sitz im Rathaus. Im Rathaus von Tost wurden Gerichtstage abgehalten.
1849 wurden einheitlich Kreisgerichte gebildet. In Peiskretscham entstand so die Gerichtskommission Peiskretscham des Kreisgerichts Gleiwitz.